# Campionato mondiale Superbike
Il campionato mondiale Superbike, spesso abbreviato con la sigla SBK, è il campionato mondiale della classe Superbike e si disputa dal 1988.
Conosciuto anche come World Superbike Championship (WSBK) è il più importante campionato per moto derivate dalla produzione di serie, ovvero dalle moto  realizzate per la circolazione stradale.
Al calendario della SBK si affiancano altre tre classi: il campionato mondiale Supersport (SSP) che segue tutte le tappe europee e internazionali, il campionato mondiale Supersport 300 (SSP300) e il Campionato mondiale WCR che seguono le tappe europee del calendario. Fino alla stagione 2018 era presente anche il campionato Superstock 1000 (STK1000) che seguiva solo le tappe europee del calendario.

## Origini
(Steve McLaughlin, pilota motociclistico statunitense e ideatore della categoria)

La partenza di una delle due manche di Misano Adriatico nella stagione 1991.

Nei primi anni settanta il pilota statunitense Steve McLaughlin, rappresentante dei piloti AMA, propose la creazione di una nuova categoria di moto, detta Superbike Production, da usare in gare di supporto agli AMA roadrace nationals e promosse la sua idea presso vari organizzatori ed editori, finché nel 1973 si tenne una competizione di Superbike Production a supporto della gara "Laguna Seca AMA National" a Monterey, in California: l'idea prese piede e negli anni a seguire la categoria si espanse e nel 1976 ottenne il riconoscimento nazionale grazie all'interessamento di Jim France del Daytona International Speedway e di Ed Youngblood, dirigente dell'AMA.
Negli anni successivi McLaughlin fu uno dei piloti più rappresentativi della categoria e divenne poi team manager e promotore e in questa veste si occupò di ingaggiare i migliori piloti europei per disputare la 200 Miglia di Daytona, che dal 1985 si corse con le Superbike, e questi suoi sforzi lo convinsero della fattibilità di un campionato mondiale riservato a questi mezzi, ottenendo l'avallo della FIM per l'organizzazione della serie iridata.
Il nuovo campionato del mondo, con una stagione di debutto incentrata su gare corse in Europa, si dimostrò essere estremamente attraente verso i Team e le Case costruttrici (obbligate a produrre e mettere in vendita dai concessionari almeno 1000 esemplari della moto di serie da cui derivare quella da corsa da iscrivere al campionato), che potevano mantenere un'elevata competitività a costi più ridotti rispetto al preesistente Campionato mondiale Formula TT, riservato a costosissimi prototipi spinti da motori derivati dalla serie, garantendo agli spettatori lo stesso livello di spettacolo.
Considerato una volta come il cugino povero del Motomondiale, il Superbike World Championship è cresciuto di anno in anno grazie anche alla relativa stabilità dei regolamenti, con poche ma azzeccate modifiche introdotte nel corso degli anni.

## Diffusione e generalità

The King Carl Fogarty, per 4 volte campione del mondo nella cosiddetta epoca d'oro della SBK, qui durante la stagione 1999 che gli varrà l'ultimo titolo iridato.

Molti paesi, come il Regno Unito (British Superbike Championship), gli Stati Uniti (AMA Superbike Championship), il Giappone, il Canada, l'Italia (Campionato Italiano Velocità) e la Germania, hanno anche un proprio campionato nazionale.
Le gare di Superbike hanno attirato l'attenzione dei grandi produttori mondiali di moto (Ducati, Honda, Aprilia, Kawasaki, Suzuki, Yamaha, BMW) perché permettono di promuovere i loro prodotti, per questo nei paesi anglosassoni usano dire "Win on Sunday, Sell on Monday" ("Domenica vinci, Lunedì vendi").
Quello che viene storicamente considerato il "re" della Superbike, quantomeno limitatamente all'epoca d'oro della categoria, è il britannico Carl Fogarty, non a caso soprannominato The King, vincitore del titolo mondiale per 4 volte (1994-'95-'98-'99) sempre in sella a una Ducati; questi è stato superato in vetta dal connazionale Jonathan Rea, per 6 volte iridato tra le derivate di serie (consecutivamente dal 2015 al 2020) in sella a una Kawasaki. Tra gli altri piloti che hanno fatto la storia di questo campionato, e che meritano di essere menzionati per i loro successi, ci sono Doug Polen, Troy Corser, Scott Russell, Tom Sykes, Aaron Slight, Troy Bayliss, Noriyuki Haga, Colin Edwards, James Toseland e Carlos Checa oltre a John Kocinski, Max Biaggi e Álvaro Bautista, questi ultimi tre gli unici capaci di vincere un titolo sia nel motomondiale sia nelle derivate di serie.

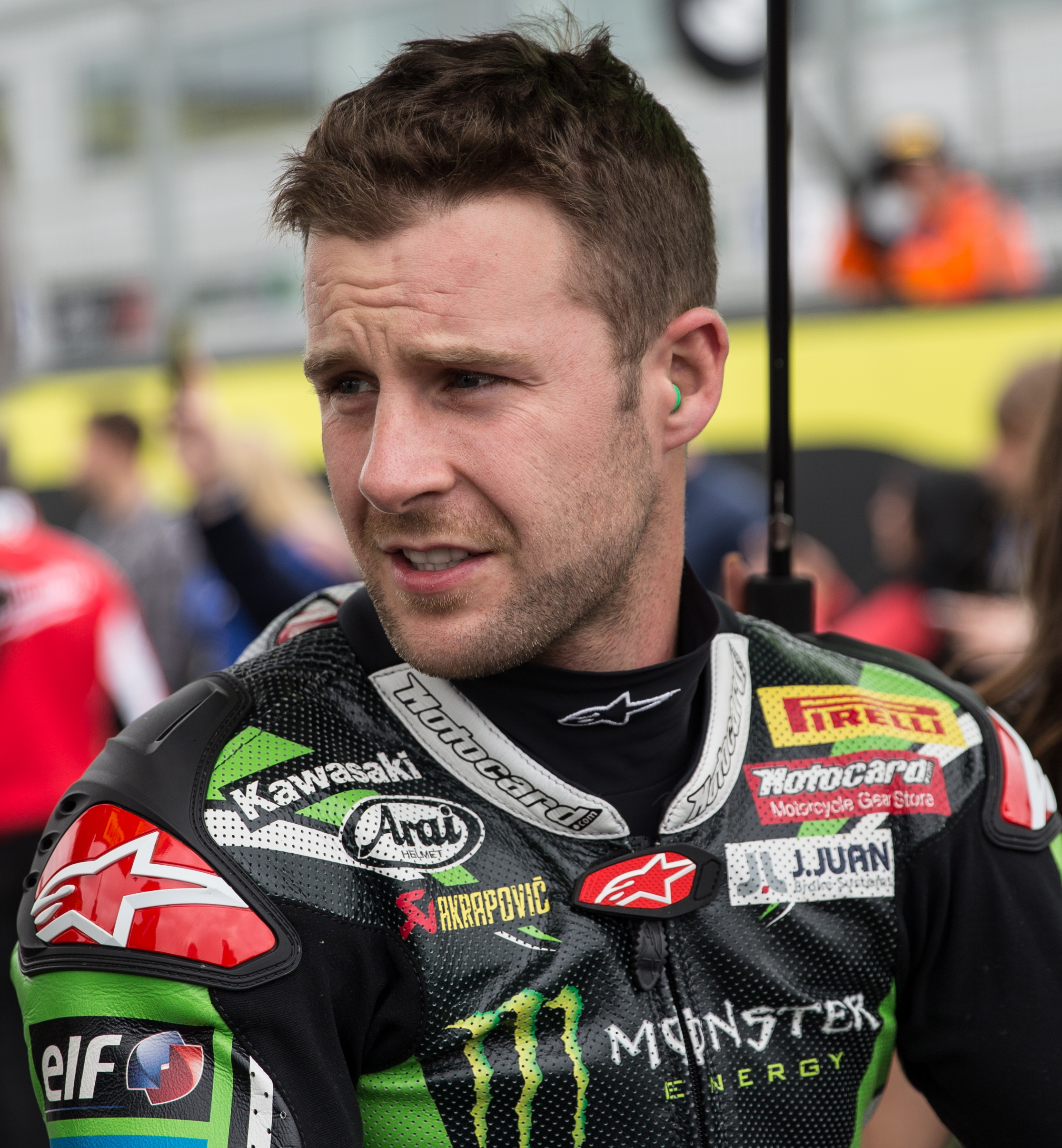
Jonathan Rea, il più titolato nella storia della SBK, qui durante la stagione 2016 che gli varrà il secondo dei suoi sei titoli consecutivi.

Per quanto riguarda il campionato costruttori, a primeggiare è l'italiana Ducati con 17 allori, seguita da Kawasaki e Honda (6 volte), Aprilia (4 volte), Yamaha (2 volte) mentre Suzuki l'ha vinto in una sola occasione. Per quanto concerne invece il campionato piloti è sempre la Ducati in cima alla classifica con 14 titoli, davanti a Kawasaki con 8 titoli, Honda con 6, seguite da Aprilia con 3 e Yamaha con 2 e infine Suzuki e BMW con 1 titolo.

## Regolamenti
A differenza della Formula TT, che ammetteva moto con cilindrata massima di 750 cm³ a prescindere dal frazionamento del motore, fin dall'anno di esordio il mondiale era caratterizzato dal fatto di ammettere moto diverse tra loro per le scelte tecniche, ma che grazie a una sapiente differenziazione delle cilindrate massime ammesse avevano prestazioni paragonabili, allo scopo di coinvolgere il maggior numero di team e case costruttrici. Infatti erano ammesse le moto quadricilindriche fino a 750 cm³ (soluzione tipica delle moto giapponesi), le tricilindriche fino a 900 cm³ (scelta che è stata portata in gara solo in pochi casi) e le bicilindriche fino a 1000 cm³ (come le italiane Ducati e Aprilia, imitate in seguito anche dalla Honda) con diversi pesi minimi volti a minimizzare il vantaggio di potenza delle plurifrazionate. Nella stagione inaugurale del 1988, ad esempio, le quadricilindriche avevano un peso minimo di 165 kg, mentre la bicilindriche potevano essere alleggerite fino a 140 kg, sebbene a quei tempi fosse un traguardo difficilmente avvicinabile.
Dal 2003 in poi il regolamento ha permesso anche l'impiego di moto di 1000 cm³ con motore a 4 cilindri, che ha permesso alle case nipponiche di schierare i modelli di punta della loro produzione di serie, che oramai aveva lasciato in una nicchia di mercato le supersportive da 750 cm³.
Dal 2008 il peso minimo è di 162 kg, mentre per i bicilindrici da 1200 cm³ il peso sale a 168 kg, inoltre è stato previsto un complesso sistema di correttivi sul peso minimo delle moto e sull'aspirazione del motore per i 1200 bicilindrici (gli air restrictors) allo scopo di evitare che una tipologia di moto sia troppo avvantaggiata rispetto all'altra.
Per ovviare alla marcata disparità di trattamento riservata dai diversi fornitori di pneumatici ai piloti privati rispetto agli "ufficiali", dal 2004 è stato introdotto il monogomma Pirelli. Tutti i team dispongono di un'identica dotazione di pneumatici e questa scelta ha di fatto livellato le prestazioni delle varie moto rendendo le gare estremamente combattute e spettacolari.

### Limiti delle modifiche
Trattandosi di modelli derivati dalla produzione di serie, alcune parti della moto non possono essere modificate. In particolare, il telaio deve rimanere quello omologato, e l'aspetto della moto di fronte, retro e di profilo deve essere conforme alla sagoma della moto stradale. Sono modificabili scarichi, forcellone, sospensioni, freni, manubrio e pedaliere, serbatoio, radiatore, air box, albero motore, diametro e sezione delle ruote. Le superbike montano pneumatici slick.

In un'ottica di contenimento dei costi, a partire dal 2013 il diametro dei cerchioni ritorna alla misura di 17 pollici, quasi universalmente usata nelle moto sportive stradali e precedentemente una delle opzioni possibili finché dal 2010 si erano usate solo alcune misure per i cerchi, i quali dovevano essere tutti da 16,5" con canale all'anteriore da scegliere tra 3,50" o 3,75" e al posteriore solo 6,25". Inoltre se non presenti sul modello di serie, non si possono usare: ABS, ride by wire, cambio elettronico (ma sarà consentito il Gear Shift), l'ammortizzatore di sterzo elettronico, modifiche all'air-box, qualsiasi tipo di sistema di assistenza idraulica alla frizione. Dal 2011 è stato imposto l'uso degli iniettori, pompe della benzina e pressione d'iniezione del carburante identici al modello stradale, inoltre il canale anteriore dei cerchi viene vincolato alla sola misura 3,5".

### L'omologazione della moto

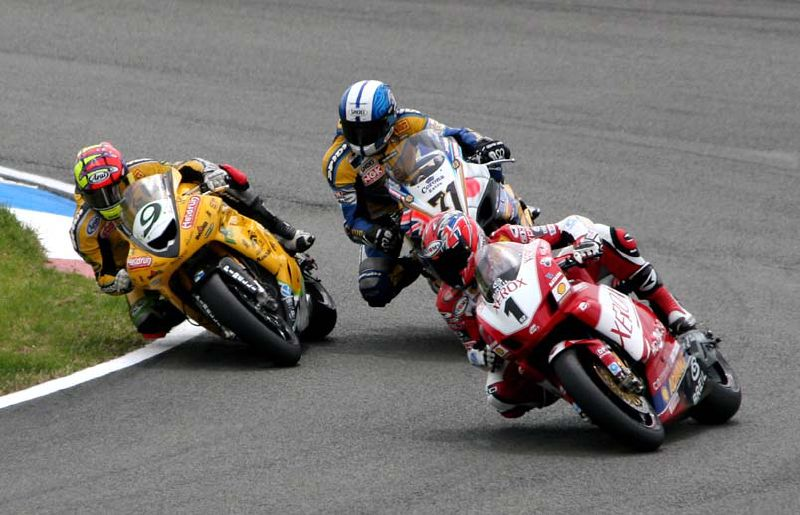
James Toseland (#1) su Ducati, davanti a Chris Walker (#9) su Kawasaki e a Yukio Kagayama (#71) su Suzuki, durante una gara della stagione 2005.

Per poter partecipare alle gare di Superbike, un modello deve essere omologato per circolare su strade pubbliche ed esser prodotto in un determinato e non ristretto numero di esemplari, in modo da poter considerare la produzione di questo modello una produzione di serie e non una "special" (come per esempio la Ducati Desmosedici RR), inoltre ogni nuovo modello deve essere sottoposto a un'omologazione specifica della FIM, che permette di poter gareggiare al campionato.
Trattandosi quindi di competizione caratterizzata da modelli derivati dalla serie, le case devono vendere un certo numero di esemplari del modello di riferimento (che, naturalmente, deve ottenere l'omologazione). Inizialmente bisogna produrre un numero minimo di 125 moto (250 per chi ha già partecipato o sta partecipando), il tutto per le ispezioni del modello, poi devono essere prodotte altre moto.
Fino al 2009 bisognava raggiungere i 1000 esemplari durante l'anno, il primo lotto da 500 moto doveva essere prodotto entro la fine di settembre e il secondo lotto da 500 entro la fine di dicembre, mentre per coloro che hanno già un mezzo omologato si ha come unica data di scadenza la fine di giugno.
Dal 2010, pur con la presenza della crisi economica, si è aumentato il numero di moto da vendere, passando da 1000 esemplari a 2000, modificando anche le “scadenze” di produzione dei diversi lotti. Per chi non ha mai partecipato al campionato la prima scadenza è la fine di giugno per le prime 500 moto, mentre il secondo lotto da 500 entro 15 giorni prima la fine dell'ultima gara, mentre il terzo lotto da 500 moto deve essere prodotto entro la fine di giugno dell'anno successivo e il quarto e ultimo lotto da 500 moto deve essere prodotto 15 giorni prima la fine dell'ultima gara dell'anno successivo.
Per le case costruttrici che competono con una moto omologata in passato vi sono diverse scadenze di presentazione dei modelli in produzione, infatti come prima scadenza si ha la fine di giugno per le prime 1000 moto, mentre il secondo lotto da 1000 entro i 15 giorni prima dell'ultima gara in calendario.
Nel 2014 con il cambio di regolamento in previsione di ridurre i costi sono state introdotte le moto EVO che saranno le uniche utilizzabili nel 2015, le quali dovranno utilizzare telaio e leveraggi originali (saranno permessi solo rinforzi a telaio e forcellone), l'elettronica deve essere di serie, airbox di serie.

## Differenze tra Superbike e MotoGP

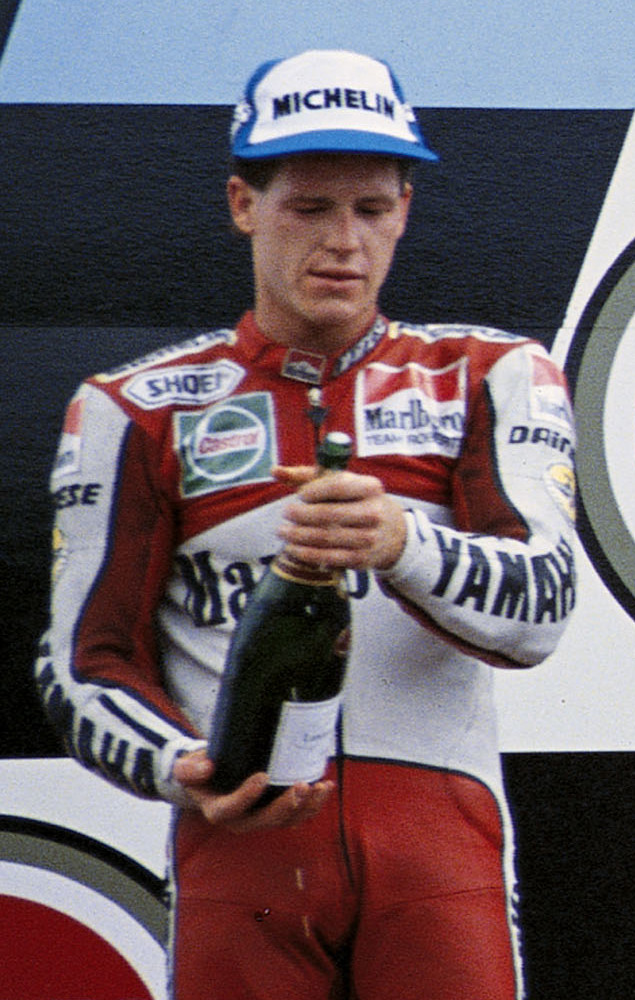
John Kocinski, il primo capace di vincere titoli sia coi prototipi del motomondiale sia con le derivate dalla produzione di serie della SBK.

Le Superbike sono derivate da un modello di serie mentre le MotoGP sono prototipi in tutto e per tutto, nessuno dei componenti che formano la moto devono essere ripresi da una moto di serie. A livello prestazionale, le MotoGP dispongono approssimativamente di 270/290 cavalli e hanno una velocità massima di circa 350-360 km/h; le Superbike hanno circa 230-250 cavalli e raggiungono i 320–330 km/h. Per quanto riguarda i tempi sul giro, le migliori MotoGP girano circa 2 secondi più velocemente delle migliori Superbike.
Altri elementi che differenziano le gare di Superbike da quelle del motomondiale sono: la presenza della Superpole per decidere la griglia di partenza, avvenimento programmato il sabato (un giorno prima della gara) e al quale partecipano i 16 piloti più veloci durante le qualifiche. La ricerca della pole position attraverso la Superpole è una modalità di qualifica dove il pilota ha a disposizione un solo giro, e in quello soltanto deve dare il meglio per posizionarsi più avanti possibile nella griglia di partenza del giorno dopo. A partire dal 2009, la Superpole cambia formato traendo parzialmente spunto dalle qualifiche della Formula 1 nel 2008. Il nuovo formato consiste in tre sessioni di 12' ciascuna, intervallate da 7' di sosta, per una durata complessiva di 50'. Si parte con i migliori 20 piloti emersi dai due turni di qualifica. Dopo la prima sessione vengono eliminati i quattro peggiori tempi; dopo la seconda gli ulteriori otto. Nella terza viene assegnata la pole position e le posizioni delle due prime file della griglia di partenza. Poi viene fatto allo stile della MotoGP, con i migliori 2 della Superpole 1 accedere alla Superpole 2 (che inizia alle 10:25, orario locale, con 10 minuti di intervallo), entrambe da 15 minuti ciascuna.
La seconda differenza concerne la presenza di due gare per ogni Gran Premio, ogni corsa dà punteggi indipendenti ai piloti. Normalmente (dal 1988 al 2015 sempre la domenica) la prima gara viene svolta verso le 12:00 locali, mentre la seconda intorno alle 15:30 locali (alcune di esse, che sono importanti, si corrono anche alle 13:00/13:30 la prima e alle 17:00/17:30 circa la seconda).
Dalla stagione 2016 alla 2018 la prima gara si svolge il sabato alle 13:00 locali, mentre la seconda la domenica al medesimo orario (oppure alle 15 come a Phillip Island e alle 14 in Thailandia).
Dal mondiale 2019 si aggiunge una terza gara, da correre la domenica mattina alle 11:00 in formato breve di 10 giri (detta gara sprint o gara superpole), mentre gli orari delle 2 gare saranno fissati alle 14 di sabato (come gara-1) e domenica (come gara-3, novità 2019)
Le gare di Superbike sono del 20% circa più corte rispetto a quelle di MotoGP, in quanto la distanza minima di gara per SBK è di 95 km, mentre le MotoGP percorrono almeno 115 km. Infatti nella prima categoria, ad esempio, sui circuiti di Phillip Island, Valencia, Misano Adriatico, Donington, Brno si corre rispettivamente su una distanza di 22, 23, 24, 23 e 20 giri, mentre nella seconda categoria le distanze di gara sono rispettivamente 27, 30, 28, 30 e 22 giri.

## Albo d'oro

### Piloti
| Anno | Pilota              | Punti | Motocicletta         | Squadra                       |
| ---- | ------------------- | ----- | -------------------- | ----------------------------- |
| 1988 | Fred Merkel         | 99    | Honda RC30           | RCM-Oscar Rumi                |
| 1989 | Fred Merkel         | 272   | Honda RC30           | Rumi RCM                      |
| 1990 | Raymond Roche       | 391   | Ducati 851           | Corse Ducati Lucchinelli      |
| 1991 | Doug Polen          | 432   | Ducati 888           | Fast by Ferracci              |
| 1992 | Doug Polen          | 371   | Ducati 888           | Police Ducati                 |
| 1993 | Scott Russell       | 378,5 | Kawasaki ZXR 750     | Kawasaki Muzzy                |
| 1994 | Carl Fogarty        | 305   | Ducati 916           | Ducati Corse Virginio Ferrari |
| 1995 | Carl Fogarty        | 478   | Ducati 916           | Ducati Corse Virginio Ferrari |
| 1996 | Troy Corser         | 369   | Ducati 916           | Promotor Power Horse          |
| 1997 | John Kocinski       | 416   | Honda RC45           | Castrol Honda                 |
| 1998 | Carl Fogarty        | 351,5 | Ducati 996           | Ducati Performance            |
| 1999 | Carl Fogarty        | 489   | Ducati 996           | Ducati Performance            |
| 2000 | Colin Edwards       | 400   | Honda VTR 1000 SP    | Castrol Honda                 |
| 2001 | Troy Bayliss        | 369   | Ducati 996 R         | Ducati Infostrada             |
| 2002 | Colin Edwards       | 552   | Honda VTR 1000 SP2   | Castrol Honda                 |
| 2003 | Neil Hodgson        | 489   | Ducati 999 F03       | Fila Ducati                   |
| 2004 | James Toseland      | 336   | Ducati 999 F04       | Ducati Fila                   |
| 2005 | Troy Corser         | 433   | Suzuki GSX-R1000 K5  | Alstare Suzuki Corona Extra   |
| 2006 | Troy Bayliss        | 431   | Ducati 999 F06       | Ducati Xerox                  |
| 2007 | James Toseland      | 415   | Honda CBR 1000RR     | Hannspree Ten Kate Honda      |
| 2008 | Troy Bayliss        | 460   | Ducati 1098 F08      | Ducati Xerox                  |
| 2009 | Ben Spies           | 462   | Yamaha YZF-R1        | Yamaha World Superbike        |
| 2010 | Max Biaggi          | 451   | Aprilia RSV4 Factory | Aprilia Alitalia Racing       |
| 2011 | Carlos Checa        | 505   | Ducati 1098R         | Althea Racing                 |
| 2012 | Max Biaggi          | 358   | Aprilia RSV4 Factory | Aprilia Racing                |
| 2013 | Tom Sykes           | 447   | Kawasaki ZX-10R      | Kawasaki Racing               |
| 2014 | Sylvain Guintoli    | 416   | Aprilia RSV4 Factory | Aprilia Racing                |
| 2015 | Jonathan Rea        | 548   | Kawasaki ZX-10R      | Kawasaki Racing               |
| 2016 | Jonathan Rea        | 498   | Kawasaki ZX-10R      | Kawasaki Racing               |
| 2017 | Jonathan Rea        | 556   | Kawasaki ZX-10R      | Kawasaki Racing               |
| 2018 | Jonathan Rea        | 545   | Kawasaki ZX-10R      | Kawasaki Racing               |
| 2019 | Jonathan Rea        | 663   | Kawasaki ZX-10R      | Kawasaki Racing               |
| 2020 | Jonathan Rea        | 360   | Kawasaki ZX-10R      | Kawasaki Racing               |
| 2021 | Toprak Razgatlıoğlu | 564   | Yamaha YZF-R1        | PATA Yamaha with Brixx        |
| 2022 | Álvaro Bautista     | 601   | Ducati Panigale V4 R | Aruba.it Racing Ducati        |
| 2023 | Álvaro Bautista     | 628   | Ducati Panigale V4 R | Aruba.it Racing Ducati        |
| 2024 | Toprak Razgatlıoğlu | 527   | BMW M1000RR          | Rokit BMW Motorrad            |

### Altri trofei
- Dal 1990 al 1997, e nuovamente nel biennio 2015-2016, la Superbike è stata una delle discipline svolte nel contesto del campionato europeo. In particolare le edizioni 1992, 1993 e 1997 rappresentano un'eccezione:[18] anziché essere disputate in concomitanza delle altre classi continentali, tali edizioni si sono svolte durante i Gran Premi, in territorio europeo, del mondiale. Nei primi due casi i piloti iscritti potevano prendere punti in entrambe le classifiche, mentre nel 1997 solo ad una delle due.

- Nel 2014, nell'ottica delle riforme che sarebbero diventate definitive dalla stagione successiva, alcune motociclette anticipano il nuovo regolamento e scendono in pista come Superbike EVO. Solo per questa edizione viene stilata una classifica dedicata a tali motociclette tenendo conto dei punti effettivi conseguiti in gara.[19]

- Dalla stagione 2018 l'organizzatore ha introdotto la classifica del Trofeo Indipendenti. Vengono iscritti, a questa classifica separata, i piloti che gareggiano per squadre non diretta emanazione delle case costruttrici, ossia: squadre private, squadre clienti e, fino al 2023, squadre satelliti.[20]

| Anno | Pilota                | Punti | Motocicletta         | Squadra                 | Categoria           |
| ---- | --------------------- | ----- | -------------------- | ----------------------- | ------------------- |
| 1992 | Daniel Amatriaín      | 191   | Ducati 888           | Ducati Marlboro Spain   | Europeo Superbike   |
| 1993 | Terry Rymer           | 169   | Yamaha OW01          | Pepsi Galp Racing Team  | Europeo Superbike   |
| 1997 | Udo Mark              | 250   | Suzuki GSX-R750      | Team Suzuki Deutschland | Europeo Superbike   |
| 2014 | David Salom           | 103   | Kawasaki ZX-10R      | Kawasaki Racing         | Trofeo SBK EVO      |
| 2018 | Javier Forés          | 230   | Ducati Panigale R    | Barni Racing            | Trofeo Indipendenti |
| 2019 | Toprak Razgatlıoğlu   | 315   | Kawasaki ZX-10R      | Turkish Puccetti Racing | Trofeo Indipendenti |
| 2020 | Michael Ruben Rinaldi | 186   | Ducati Panigale V4 R | Team Go Eleven          | Trofeo Indipendenti |
| 2021 | Garrett Gerloff       | 228   | Yamaha YZF-R1        | GRT Yamaha              | Trofeo Indipendenti |
| 2022 | Axel Bassani          | 244   | Ducati Panigale V4 R | Motocorsa Racing        | Trofeo Indipendenti |
| 2023 | Axel Bassani          | 249   | Ducati Panigale V4 R | Motocorsa Racing        | Trofeo Indipendenti |
| 2024 | Danilo Petrucci       | 307   | Ducati Panigale V4 R | Barni Racing            | Trofeo Indipendenti |

### Costruttori
| Anno | Costruttore | Punti | Motocicletta  |
| ---- | ----------- | ----- | ------------- |
| 1988 | Honda       | 142   | RC30          |
| 1989 | Honda       | 368   | RC30          |
| 1990 | Honda       | 399   | RC30          |
| 1991 | Ducati      | 489   | 888           |
| 1992 | Ducati      | 502   | 888           |
| 1993 | Ducati      | 480   | 888           |
| 1994 | Ducati      | 403   | 916           |
| 1995 | Ducati      | 580   | 916           |
| 1996 | Ducati      | 521   | 916           |
| 1997 | Honda       | 486   | RC45          |
| 1998 | Ducati      | 487,5 | 996           |
| 1999 | Ducati      | 569   | 996           |
| 2000 | Ducati      | 439   | 996           |
| 2001 | Ducati      | 553   | 996 R         |
| 2002 | Ducati      | 575   | 998 F02       |
| 2003 | Ducati      | 600   | 999 F03       |
| 2004 | Ducati      | 530   | 999 F04       |
| 2005 | Suzuki      | 468   | GSXR1000 K5   |
| 2006 | Ducati      | 450   | 999 F06       |
| 2007 | Yamaha      | 467   | YZF-R1        |
| 2008 | Ducati      | 570   | 1098 F08      |
| 2009 | Ducati      | 572   | 1098R         |
| 2010 | Aprilia     | 471   | RSV4 Factory  |
| 2011 | Ducati      | 529   | 1098R         |
| 2012 | Aprilia     | 444,5 | RSV4 Factory  |
| 2013 | Aprilia     | 550   | RSV4 Factory  |
| 2014 | Aprilia     | 468   | RSV4 Factory  |
| 2015 | Kawasaki    | 599   | ZX-10R        |
| 2016 | Kawasaki    | 582   | ZX-10R        |
| 2017 | Kawasaki    | 599   | ZX-10R        |
| 2018 | Kawasaki    | 570   | ZX-10R        |
| 2019 | Kawasaki    | 673   | ZX-10R        |
| 2020 | Kawasaki    | 392   | ZX-10R        |
| 2021 | Yamaha      | 607   | YZF-R1        |
| 2022 | Ducati      | 632   | Panigale V4 R |
| 2023 | Ducati      | 704   | Panigale V4 R |
| 2024 | Ducati      | 644   | Panigale V4 R |

## Circuiti utilizzati
I circuiti della stagione in corso sono in grassetto.
| Circuito                              | Sede                               | Stagioni                                  | Gran Premi | Mappa |
| ------------------------------------- | ---------------------------------- | ----------------------------------------- | ---------- | ----- |
| Autodromo di Most                     | Most, Rep. Ceca                    | dal 2021                                  | 4          |       |
| Autodromo di Pergusa                  | Enna, Italia                       | 1989                                      | 1          |       |
| Autodromo di Vallelunga               | Campagnano di Roma, Italia         | 2007-2008                                 | 2          |       |
| Autodromo Enzo e Dino Ferrari         | Imola, Italia                      | 2001-2006, 2009-2019, 2023                | 18         |       |
| Autódromo Internacional do Algarve    | Portimão, Portogallo               | 2008-2015, dal 2020                       | 16         |       |
| Autodromo internazionale del Mugello  | Scarperia e San Piero, Italia      | 1991-1992, 1994                           | 3          |       |
| Autodromo nazionale di Monza          | Monza, Italia                      | 1990, 1992-1993, 1995-2013                | 22         |       |
| Brainerd International Raceway        | Brainerd, Stati Uniti              | 1989-1991                                 | 3          |       |
| Circuito Bugatti                      | Le Mans, Francia                   | 1988, 1990                                | 2          |       |
| Circuito di Albacete                  | Albacete, Spagna                   | 1992-1999                                 | 8          |       |
| Circuito di Anderstorp                | Anderstorp, Svezia                 | 1991, 1993                                | 2          |       |
| Circuito di Brands Hatch              | West Kingsdown, Regno Unito        | 1993, 1995-2008                           | 15         |       |
| Circuito di Brno                      | Brno, Rep. Ceca                    | 1993, 1996, 2005-2012, 2018               | 11         |       |
| Circuito di Barcellona-Catalogna      | Montmeló, Spagna                   | dal 2020                                  | 5          |       |
| Circuito di Donington Park            | Castle Donington, Regno Unito      | 1988-2001, 2007-2009, 2011-2019, dal 2021 | 29         |       |
| Circuito di Estoril                   | Cascais, Portogallo                | 1988, 1993, dal 2020                      | 5          |       |
| Circuito di Istanbul                  | Tuzla, Turchia                     | 2013                                      | 1          |       |
| Circuito di Jerez de la Frontera      | Jerez de la Frontera, Spagna       | 1990, 2013-2017, 2020-2021, 2023-2024     | 11         |       |
| Circuito di Johor                     | Pasir Gudang, Malaysia             | 1992-1993                                 | 2          |       |
| Circuito di Kyalami                   | Midrand, Sudafrica                 | 1998-2002, 2009-2010                      | 7          |       |
| Circuito di Laguna Seca               | Monterey, Stati Uniti              | 1995-2004, 2013-2019                      | 17         |       |
| Circuito di Lusail                    | Doha, Qatar                        | 2005-2009, 2014-2019                      | 11         |       |
| Circuito di Mandalika                 | Kuta, Indonesia                    | 2021-2023                                 | 1          |       |
| Circuito di Manfeild                  | Feilding, Nuova Zelanda            | 1988-1990, 1992                           | 4          |       |
| Circuito di Navarra                   | Los Arcos, Spagna                  | 2021                                      | 1          |       |
| Circuito di Nevers Magny-Cours        | Magny-Cours, Francia               | 1991, dal 2003                            | 22         |       |
| Circuito di Phillip Island            | Ventnor, Australia                 | 1990-1992, 1994-2020, dal 2022            | 33         |       |
| Circuito di Sepang                    | Sepang, Malaysia                   | 2014-2016                                 | 3          |       |
| Circuito di Shah Alam                 | Shah Alam, Malaysia                | 1990-1991                                 | 2          |       |
| Circuito di Silverstone               | Silverstone, Regno Unito           | 2002-2007, 2010-2013                      | 10         |       |
| Circuito di Spa-Francorchamps         | Francorchamps, Belgio              | 1992                                      | 1          |       |
| Circuito di Sugo                      | Murata, Giappone                   | 1988-2003                                 | 16         |       |
| Circuito di Valencia                  | Cheste, Spagna                     | 2000-2010                                 | 11         |       |
| Circuito internazionale di Buriram    | Buriram, Thailandia                | 2015-2019                                 | 5          |       |
| Circuito Paul Ricard                  | Le Castellet, Francia              | 1989                                      | 1          |       |
| Circuito permanente del Jarama        | San Sebastián de los Reyes, Spagna | 1991-1992                                 | 2          |       |
| Circuito San Juan Villicum            | San Juan, Argentina                | 2018-2019, 2021-2022                      | 4          |       |
| Ciudad del Motor de Aragón            | Alcañiz, Spagna                    | dal 2011                                  | 14         |       |
| Cremona Circuit                       | Cremona, Italia                    | dal 2024                                  | 1          |       |
| EuroSpeedway Lausitz                  | Klettwitz, Germania                | 2001-2002, 2005-2007, 2016-2017           | 7          |       |
| Hockenheimring                        | Hockenheim, Germania               | 1988-1997, 1999-2000                      | 12         |       |
| Hungaroring                           | Mogyoród, Ungheria                 | 1988-1990                                 | 3          |       |
| Miller Motorsports Park               | Tooele, Stati Uniti                | 2008-2012                                 | 5          |       |
| Misano World Circuit Marco Simoncelli | Misano Adriatico, Italia           | 1991, 1993-2012, 2015-2019, dal 2021      | 31         |       |
| Moscow Raceway                        | Syčëvo, Russia                     | 2012-2013                                 | 2          |       |
| Mosport Park                          | Bowmanville, Canada                | 1989-1991                                 | 3          |       |
| Motorsport Arena Oschersleben         | Oschersleben, Germania             | 2000-2004                                 | 5          |       |
| Nürburgring                           | Nürburg, Germania                  | 1998-1999, 2008-2013                      | 8          |       |
| Oran Park                             | Narellan, Australia                | 1988-1989                                 | 2          |       |
| Red Bull Ring                         | Spielberg, Austria                 | 1988-1994, 1997-1999                      | 10         |       |
| Salzburgring                          | Koppl, Austria                     | 1995                                      | 1          |       |
| Sentul International Circuit          | Bogor, Indonesia                   | 1994-1997                                 | 4          |       |
| TT Circuit Assen                      | Assen, Paesi Bassi                 | 1992-2019, dal 2021                       | 32         |       |

## Statistiche
Dal punto di vista statistico, il pilota ad aver ottenuto più titoli è il britannico Jonathan Rea vincitore di sei titoli mondiali tutti con Kawasaki Racing, seguito dal connazionale Carl Fogarty con quattro titoli e l'australiano Troy Bayliss vincitore di tre titoli mondiali. Il pilota ad aver ottenuto il maggior numero di vittorie è Jonathan Rea con 119 successi, seguito con 59 successi da Fogarty e Bautista. Per quel che concerne i posizionamenti a podio, il pilota ad averne ottenuti di più è Jonathan Rea con 263 piazzamenti, seguito dall'australiano Troy Corser a quota 130 e dal giapponese Noriyuki Haga a quota 116. Tom Sykes è il pilota che è partito più volte dalla pole position con 51 centri in qualifica. Nella graduatoria dei piloti ad aver realizzato il giro veloce in gara, prevale nuovamente Jonathan Rea con 104 seguito dal giapponese Noriyuki Haga con 59 giri veloci.

## Collaborazioni tecniche

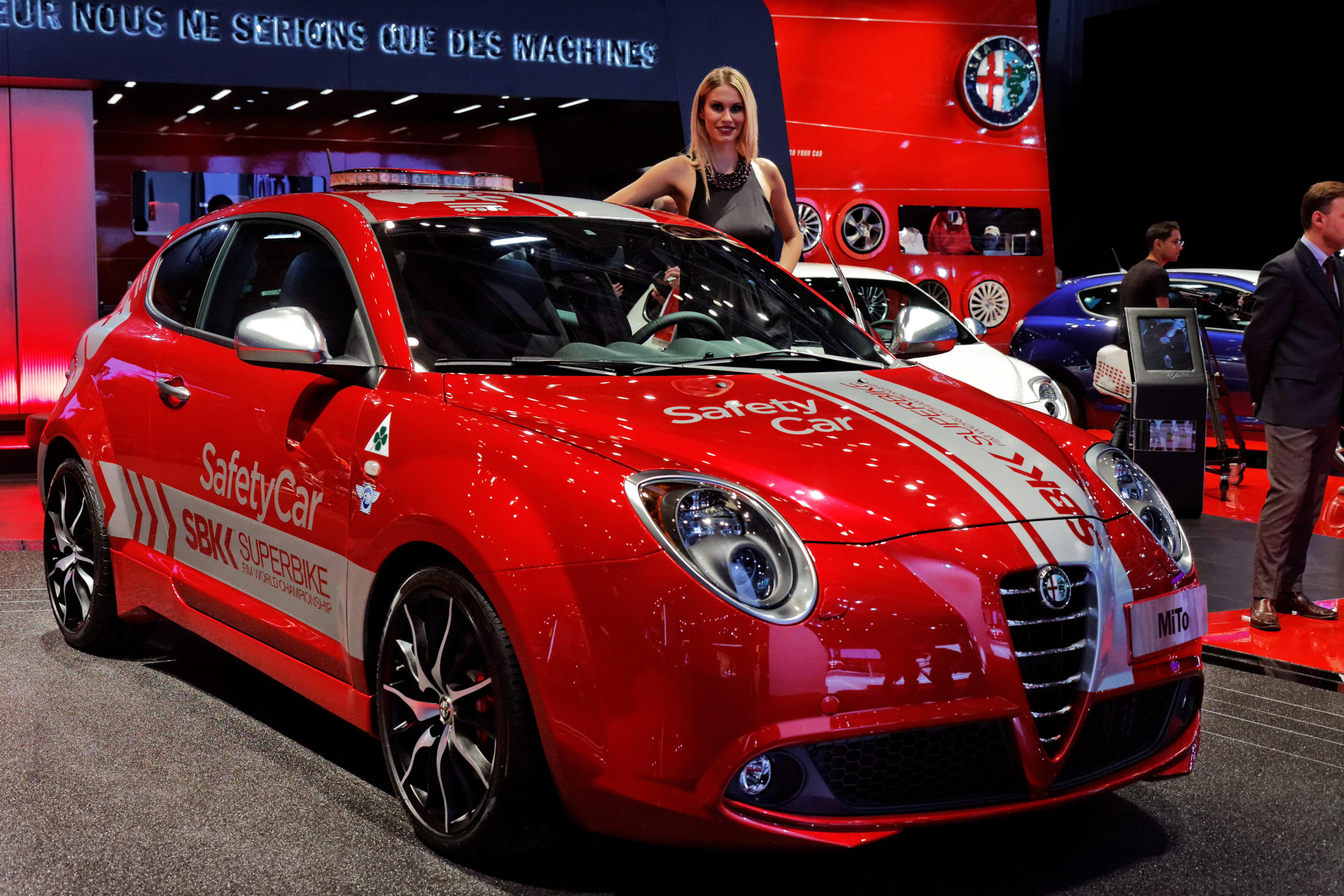
L'Alfa Romeo MiTo usata come safety car dalla SBK nel 2012.

Dal 2004 il fornitore unico di pneumatici è la Pirelli.
Dal 2006 al 2016 le safety car sono Alfa Romeo (in ordine cronologico: 159, Giulietta, MiTo e 4C). Nelle stagioni 2017 e 2018 sono state utilizzate vetture SEAT mentre a partire dal 2019 viene utilizzata la Hyundai i30 Fastback N. Nel 2024 viene utilizzata la Dodge Challenger, mentre nel 2025 si passa alla Subaru Solterra.

## Videogiochi
I giochi ufficiali della SBK sono realizzati presso gli studi milanesi dello sviluppatore italiano Milestone (detentore della licenza dal 1998) e distribuiti dalla Black Bean Games, accordo raggiunto nel 2006 tramite RTR Sports. I primi titoli sono stati creati a partire dal 1999 con Superbike World Championship, Superbike 2000 e Superbike 2001 sviluppati solo per PC e distribuiti da EA Sports, mentre la versione 2007 (SBK-07) è uscita per PlayStation 2 e PlayStation Portable e la versione 2008 (SBK 08) insieme alla versione 2009 (SBK-09: Superbike World Championship), 2010 (SBK X) e 2011 (SBK 2011) per PC, Xbox 360, PlayStation 2, PlayStation 3 e PlayStation Portable. Nel 2022 il videogioco SBK22 dedicato alle derivate di serie, torna dopo tanti anni di assenza ed è disponibile per PlayStation 4, PlayStation 5, Xbox One e Xbox Series X/S.

## Televisione
In Italia il mondiale Superbike è stato trasmesso inizialmente da Telemontecarlo, poi dal 1995 al 1998 da TELE+ per quattro stagioni, per tornare nuovamente dal 1999 al 2013 (tranne quello del 2003, trasmesso dalla Rai in maniera frammentaria) su TMC (poi LA7) nella sua integralità, insieme alla classe minore tra le categorie per moto derivate dalla serie, il mondiale Supersport. Dalla stagione 2014 Mediaset si è assicurata in esclusiva i diritti della competizione per tre stagioni, con opzione di rinnovo fino al 2018, trasmettendone le gare su Italia 1 e Italia 2 (contemporaneamente a Eurosport). Dal 2019 i diritti sono passati a Sky, che lo trasmette in diretta anche in chiaro su TV8.

## Loghi

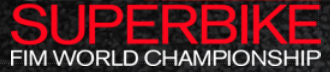
Logo della SBK usato dal 1989 al 2011
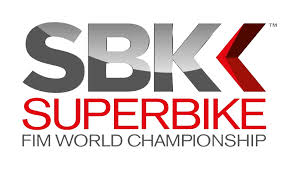
Logo della SBK usato dal 2012 al 2021
Logo della SBK in uso dal 2022[29]
Composit logo della SBK Motul in uso dal 2022